# Języki klasyfikacyjne
Języki klasyfikacyjne, klasyfikacje – języki informacyjno-wyszukiwawcze, tworzony za pomocą relacji hierarchicznych, odwzorowanych w strukturach jego wyrażeń. Słownikiem klasyfikacji są tablice klasyfikacyjne, a wyrażeniami – symbole klasyfikacyjne.

## Najpopularniejsze klasyfikacje
Do najczęściej używanych klasyfikacji zalicza się następujące klasyfikacje:
- UKD,
- Klasyfikacja Dziesiętna Deweya,
- Klasyfikacja Biblioteki Kongresu,
- Klasyfikacja Dwukropkowa

## Rodzaje klasyfikacji

### Ze względu na zakres
- Klasyfikacje uniwersalne:
  - Klasyfikacja przedmiotowa Browna;
- Klasyfikacje specjalistyczne,
- Klasyfikacja branżowe (działowe),
- Klasyfikacje specjalne.

### Ze względu na zastosowanie
- Klasyfikacje biblioteczne,
- Klasyfikacje bibliograficzne:
  - Klasyfikacja Bibliograficzna Blissa;
- Klasyfikacje dokumentacyjne.

### Ze względu na rodzaj struktury
- Klasyfikacje wyliczające:
  - Klasyfikacja alfabetyczno-przedmiotowa;
- Klasyfikacje fasetowe:
  - Klasyfikacje analityczno-syntetyczne;
- Klasyfikacje częściowo-fasetowe,
- Klasyfikacje częściowo-monohierarchiczne,

### Klasyfikacje piśmiennictwa
- Klasyfikacje monohierarchiczne:
  - Klasyfikacja biblioteczno-bibliograficzna ZSRR,
  - Klasyfikacja Harrisa,
  - Klasyfikacja Rozciągliwa (Cuttera)
  - Klasyfikacja nauk;
- Klasyfikacje polihierarchiczne,
- Klasyfikacje częściowo-monohierarchiczne,
- Klasyfikacje częściowo-polihierarchiczne[2].